# Francesco Montenegro
Francesco Montenegro, né le 22 mai 1946 à Messine, est un prélat italien, archevêque émérite d'Agrigente, cardinal depuis février 2015.

## Biographie
Francesco Montenegro effectue sa scolarité primaire et secondaire puis ses études en vue du sacerdoce au petit puis au grand séminaire Saint Pie X de Messine. Il est ordonné prêtre le 8 août 1969 pour l'archidiocèse de Messine. De 1969 à 1971, il exerce son ministère en périphérie de Messine. À partir de 1971 et jusqu'en 1978, il est le secrétaire particulier des archevêques métropolitains de Messine.  
Il est ensuite curé de la paroisse Saint-clément de Messine pendant dix ans. Il s’investit ensuite au sein de la Caritas diocésaine dont il devient directeur.
Il exerce également différentes fonctions au sein des services diocésains.
De 1997 à 2000 il est pro-vicaire général de l'archidiocèse et à partir de 1998 chanoine du chapitre cathédral. Cette même année il est également nommé prélat d'honneur de sa Sainteté. 

### Évêque
Nommé évêque auxiliaire de Messine en 2000 par Jean-Paul II, Montenegro est ordonné évêque le 29 avril 2000 par Giovanni Marra, archevêque de Messine.  
Le 23 février 2008, Benoît XVI le nomme archevêque d'Agrigente toujours en Sicile.
L'île de Lampedusa étant sous sa juridiction, il y accueille François lors de sa visite en juillet 2013.
En avril 2020, Alessandro Damiano (it) est nommé comme coadjuteur avant de lui succéder à la tête de l'archidiocèse le 22 mai 2021.

### Cardinal
Montenegro est créé cardinal le 14 février 2015 par François, en même temps que dix-neuf autres prélats,. Il reçoit alors le titre des Santi Andrea e Gregorio al Monte Celio.
Le 7 août 2021, le pape François le nomme membre de la Congrégation pour la Cause des Saints.
Il participe au conclave de 2025 qui voit l'élection de Léon XIV.